# Brou bordelès

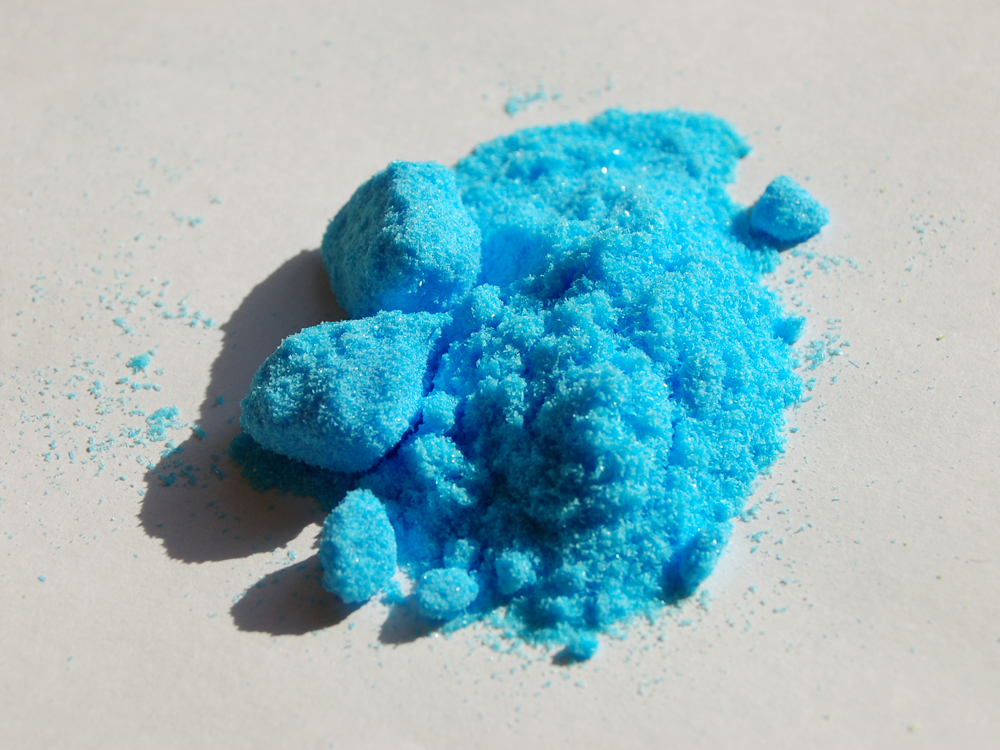
Sulfat de coure utilitzat per preparar el brou bordelès

El brou bordelès o brou de Bordeu (en francès bouillie bordelaise) és un plaguicida (algicida i fungicida) fabricat mitjançant la neutralització d'una solució de sulfat de coure (II) per la calç apagada. Conté un 20% de coure (expressat com coure metall). Per garantir un millor efecte mullant s'hi afegeix un surfactant (de sabó negre natural en general). Sovint es ven en formulació de pols micronitzada mullable de color blau.

## Història
L'activitat biocida del coure es coneix des de fa molt de temps, però la recepta del brou bordelès sembla haver estat descoberta pel químic de Bordeus Ulysse Gayon i el botànic Alexis Millardet a principi de la dècada de 1880. Es va començar a utilitzar en la vinya cap a 1885 especialment en vins bordelesos del château Dauzac sota l'impuls de Nathaniel Johnston.

## Usos
Es fa servir en fructicultura abans de la florida i després de la collita en oleïcultura, el coure es fa servir contra l'ull de poll i de vegades contra la bacteriosi i la fumagina
També es fa servir en la patatera, tomàquet, vinya, maduixa, i altres plantes, per :
- a l'origen, protegir les vinyes del míldiu, segons va fer un agricultor al segle xix, en un primer moment, per evitar els robatoris del raïm;
- tractar o limitar certes malalties criptogàmiques, míldiu, xancre, etc.;
- tractar algunes malalties bacterianes.

La Manera d'usar-lo varia segons les plantes tractades.
- En fruits i verdures es tracta cada quinze dies (segons el clima) i els tractaments són només preventius i s'han de fer abans que plogui.
- En rosers i arbres fruiters i arbusts caducifolis s'aplica en tractament preventiu a la tardor o al principi de primavera abans de la brotada.

El brou bordelès només protegeix les parts de la planta que cobreix.

## Ecotoxicologia
Malgrat que fa molts anys que s'utilitza la toxicologia del brou bordelès és mal coneguda. S'etiqueta com producte perillós per la fauna aquàtica. El coure s'acumula en els sòls i no es degrada en medis àcids. En els sòls en estat natural la concentració de coure estaria entre 2 a 60 mg/kg i en sòls on s'ha aplicat repetidament brou bordelès la concentració arriba a 200 mg/kg que pot ser tòxica pels organismes del sòl per exemple matant els cucs de terra. També s'ha vist en rates de laboratori que afectava la fertilitat.